# Gilbert Thomas Burnett
Gilbert Thomas Burnett (15 aprile 1800 – 27 luglio 1835) è stato un botanico britannico.

## Biografia
Tra il 1831 e il 1835 è stato il primo professore di botanica al King's College London. Tra le sue opere ricordiamo Outlines of Botany (1835) e Illustrations of Useful Plants employed in the Arts and Medicine, pubblicate postume con illustrazioni della sorella M. A. Burnett.
Scrisse anche articoli di zoologia, come Illustrations of the Manupeda or apes and their allies (1828).

## Taxa classificati
| Burnett è l'abbreviazione standard utilizzata per le piante descritte da Gilbert Thomas Burnett. Consulta l'elenco delle piante assegnate a questo autore dall'IPNI. |

| Burnett è l'abbreviazione standard utilizzata per le specie animali descritte da Gilbert Thomas Burnett. Categoria:Taxa classificati da Gilbert Thomas Burnett |